# Правлій I Єрусалимський
Правлій (Pravlios, Praylius) — християнський священнослужитель, єпископ Єрусалиму з 417 по 422 рік. Він став наступником Іоана II. За словами Феодорита, вдача і поведінка Правлія відповідали імені єпископа, яке походить від грецького слова «лагідний духом». 
Вшановується як святий у Православній Церкві 27 серпня.